# متحف التمساح
متحف التمساح هو متحف يقع في كوم أمبو بمحافظة أسوان ويعد أكبر متحف عالمي يخص حيوان واحد فقط ويحتوي على تماسيح محنطة منذ أيام القدماء المصريين. يعرض المتحف 22 تمساحا من 50 تمساحا سبق العثور عليها بالمنطقة القريبة من معبد كوم أمبو، حيث يعرض تماسيح كانت مازالت في مرحلة الجنين وتماسيح صغيرة وتماسيح كبيرة وكذلك مختلفة في الأطوال والتي تصل إلى حوالي 5.5 متر بجانب 8 تماسيح في توابيت ولفائف الدفن. وكذلك 20 قطعة من اللوحات والتماثيل التي تخص عبادة التماسيح. تم افتتاح المتحف في شهر يناير 2012. كان مبنى المتحف في الأصل مركز للشرطة لكن بسبب موقعه المقابل للمواقع الأثرية حولته الحكومة المصرية إلى متحف.

## معرض الصور

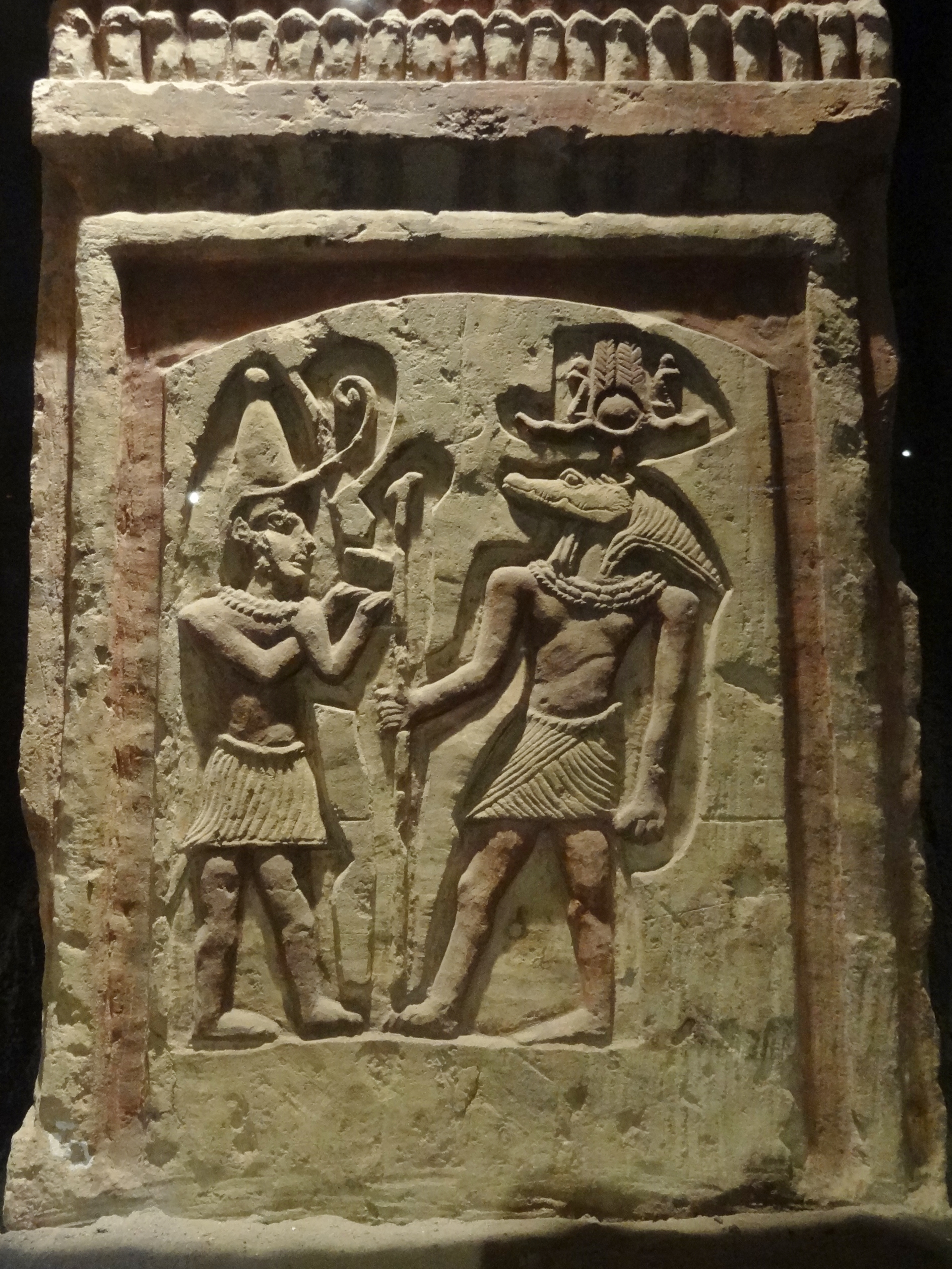
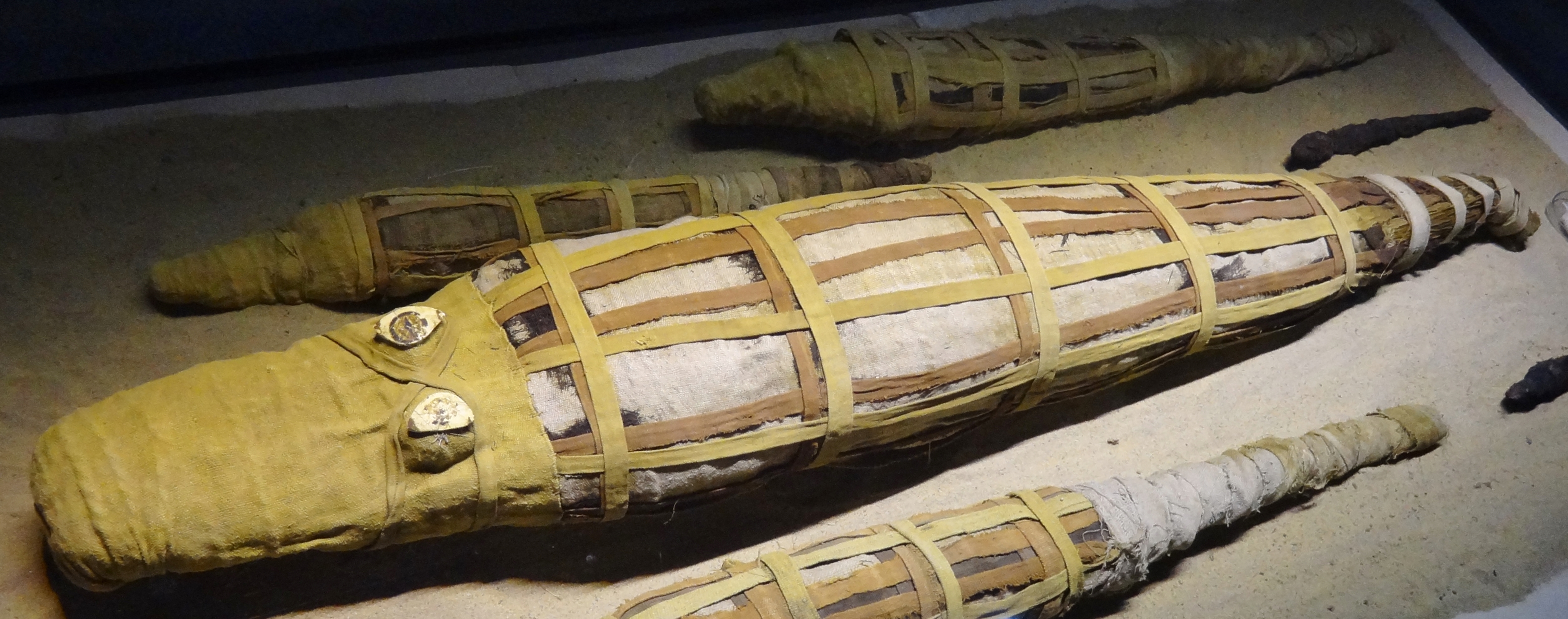
تمساح محنط
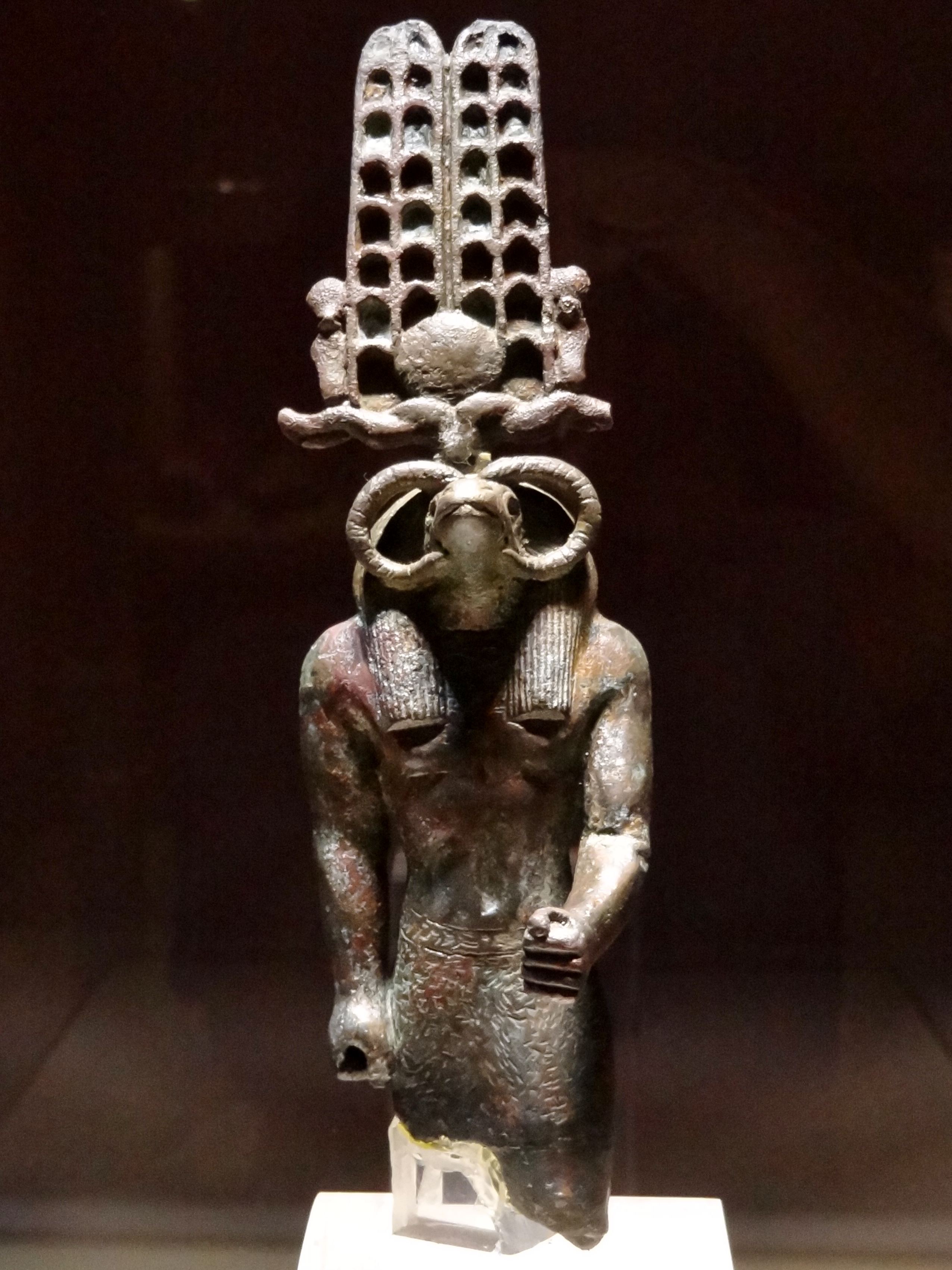
الإله سوبيك
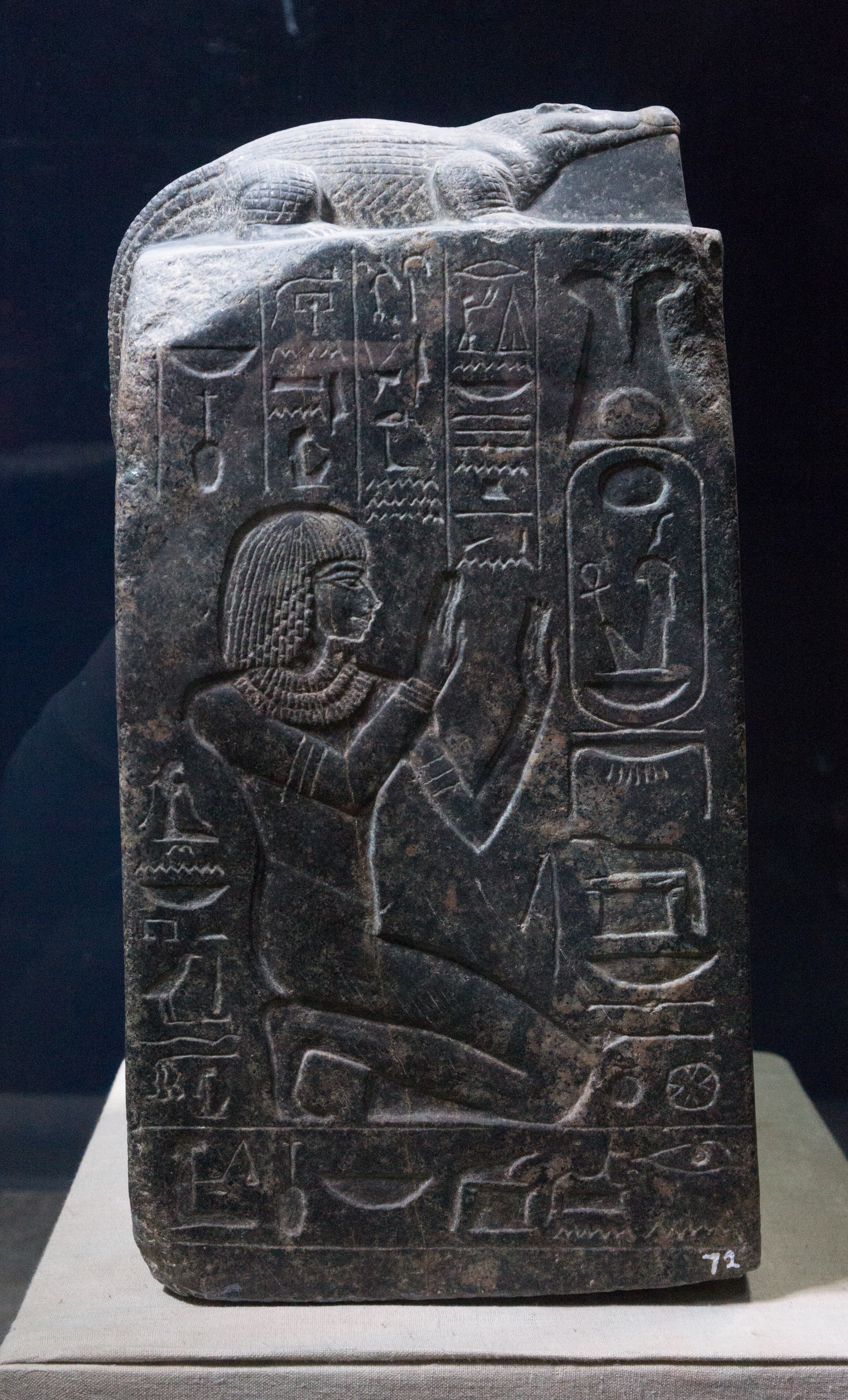
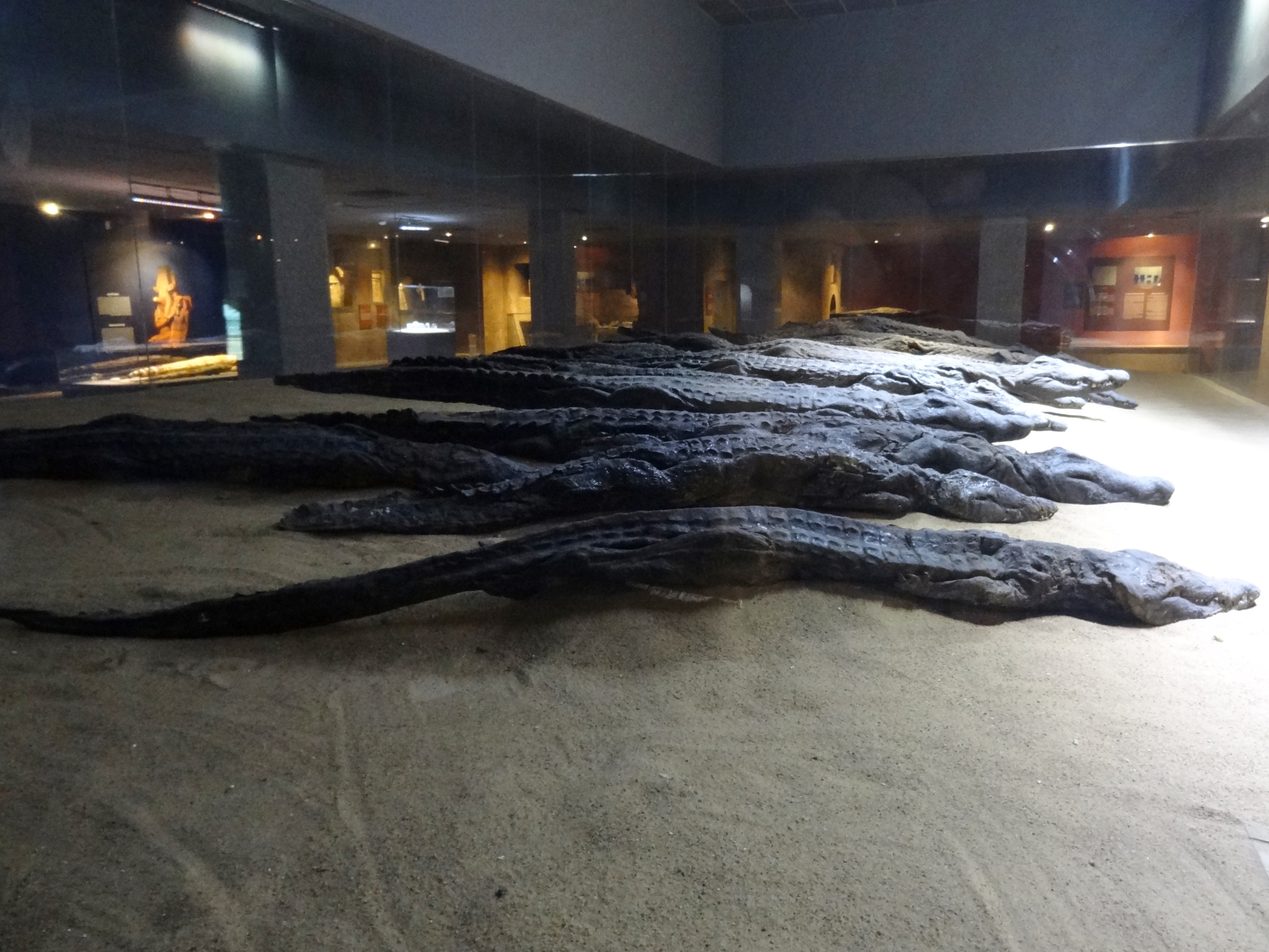
مجموعة من التماسيح المحنطة